# Lars Wahlqvist
Lars Wahlqvist, né le 23 mai 1964 à Motala, est un coureur cycliste suédois. Ancien membre de l'équipe Gewiss-Bianchi, il s'est classé troisième d'une étape sur le Tour d'Italie 1987.

## Palmarès et résultats

### Palmarès par année
- 1981
  - Champion des Pays nordiques du contre-la-montre par équipes juniors
  -  Médaillé de bronze au championnat du monde du contre-la-montre par équipes juniors
- 1982
  -  Champion de Suède du contre-la-montre juniors
  -  Champion de Suède du contre-la-montre par équipes juniors
  - 2e du championnat des Pays nordiques du contre-la-montre par équipes juniors
  - 6e du championnat du monde sur route juniors
- 1983
  - 2e du championnat des Pays nordiques du contre-la-montre par équipes
  - 7e du championnat du monde sur route amateurs
- 1984
  - Champion des Pays nordiques du contre-la-montre par équipes
  - 8e étape de la Milk Race
- 1985
  - 3e du championnat de Suède sur route
  - 3e de la Grafton to Inverell Classic
- 1986
  - Champion des Pays nordiques du contre-la-montre par équipes
  -  Champion de Suède sur route
  -  Champion de Suède du contre-la-montre par équipes
  - Grand Prix François-Faber
  - Solleröloppet
  - 2e du Gran Premio Palio del Recioto
- 1987
  - 7e de la Coors Classic
- 1988
  - 5e étape du Tour de Suède
- 1989
  - Gran Premio Palio del Recioto
  - Giro del Belvedere
  - 2e du championnat des Pays nordiques du contre-la-montre par équipes
  - 3e du championnat de Suède sur route
- 1990
  -  Champion de Suède du contre-la-montre
- 1991
  - Champion des Pays nordiques du contre-la-montre par équipes
  -  Champion de Suède du contre-la-montre
  -  Champion de Suède du contre-la-montre par équipes
  - 2e étape du Tour de Suède
  - Trofeo Banca Popolare
  - 3e du Tour de Suède
- 1992
  - Champion des Pays nordiques du contre-la-montre par équipes
  -  Champion de Suède du contre-la-montre par équipes

### Résultats sur les grands tours

#### Tour d'Italie
1 participation
- 1987 : abandon (16e étape)